# Slag bij Auberoche
De Slag bij Auberoche was een veldslag tussen Franse en Engelse troepen tijdens de Honderdjarige Oorlog op 21 oktober 1345. De slag vond plaats bij het dorp Auberoche in Aquitanië, op ongeveer twintig kilometer van Périgueux. De Zuid-Franse historische provincie Gascogne behoorde indertijd toe aan de Engelse kroon. Een groot gedeelte van de manschappen in de Engelse troepenmacht was zodoende afkomstig uit de streek. De slag vond plaats in het hevig bevochten grensgebied tussen Engels en Frans territorium, bij de rivier Auvézère.

## De veldtocht
Het dorp en de burcht van Auberoche waren in handen gevallen van een troepenmacht onder aanvoering van krijgsheer Hendrik van Grosmont. Deze was in juni het Kanaal overgestoken met een klein leger Engelsen. Op het continent was de troepenmacht aangevuld met soldaten uit Gascogne. Men stroopte het grensgebied af, met als uiteindelijk doel de inname van het strategisch belangrijke dorp Bergerac. Dit doel werd in augustus verwezenlijkt. Vóór de inname van Bergerac waren ook andere plaatsen door de Engelsen ingenomen, waaronder Auberoche. Een gedeelte van de Engelse troepenmacht bleef achter in de burcht, terwijl Hendrik van Grosmont in Bordeaux verbleef om zijn manschappen rust te gunnen en te verversen.
Bij Auberoche voerden Franse troepen de eerste tegenaanval uit. In oktober trok een Frans leger van 7.000 manschappen onder leiding van Lodewijk van Poitiers naar de burcht. De vorst van Poitiers en Hertog van Normandië - de latere vorst Jan II van Frankrijk - gaf opdracht tot deze aanval, die een Franse opmars vanuit La Réole in Engels territorium mogelijk moest maken.

## De belegering
Het Franse leger sloeg het beleg voor de burcht van Auberoche, zodoende een bevoorrading en versterking van de Engelse troepen uit het westen onmogelijk makend. Er was een tweedeling in het Franse leger gemaakt, waarbij het grootste gedeelte zich dicht bij de rivier bevond, tussen de burcht en het dorp in. Een kleiner gedeelte bevond zich ten noorden van de burcht, om ontsnappingspogingen onmogelijk te maken. Ook wilden de Fransen voorkomen dat Engelse boodschappers de burcht bereikten. De kroniekschrijver Jean Froissart heeft een (waarschijnlijk apocrief) verhaal geschreven over een boodschapper die door de Fransen was gesnapt. Hij zou met een ballista over de muren van de burcht zijn geschoten: een vlucht die hij niet overleefde. Toch slaagde een boodschapper erin door de Franse linies te sluipen. Deze wist Hendrik van Grosmont te bereiken, die met een haastig verzamelde troepenmacht van 1.500 soldaten onderweg was naar de burcht. Van Grosmont had zijn kamp in de buurt opgeslagen om verdere versterkingen - een tweede troepenmacht onder leiding van Laurence Hastings - af te wachten.

## De veldslag
Toen de versterkingen op 20 oktober nog niet gearriveerd waren, besloot Van Grosmont de Franse vijand zo dicht mogelijk te benaderen. 's Nachts marcheerde hij met zijn troepen richting Périgueux, waarbij hij tweemaal de ondiepe rivier de Auvézère overstak. 's Ochtends bereikte hij een heuvel nabij Auberoche die uitzicht bood op het Franse kampement in de vallei. De Engelsen hielden zich zo lang mogelijk verborgen achter de heuvel, nog steeds de versterkingen van Hastings afwachtende. De versterkingen bleven uit. Nadat Van Grosmont met zijn officieren (onder wie de beroemde Walter Manny) had overlegd, besloot hij tot de aanval over te gaan, ondanks de numerieke minderheid van de Engelsen. Hij wilde het verrassingseffect niet teloor laten gaan. De Fransen hielden immers geen rekening met een snelle tegenaanval en hadden geen verdediging rond hun kampement gelegd.
Van Grosmont verkende persoonlijk de positie van de vijand en besloot tot een drievoudige aanval. De cavalerie zou via de vlakke landen in het zuiden een stormaanval uitvoeren, de infanterie zou via een sluiproute door het bos de vijand in de flank aanvallen en de boogschutters zouden vanaf de bosrand op de heuvel met hun longbow de lagergelegen vijand onder vuur nemen.
De aanval werd begonnen toen de Fransen hun avondmaaltijd zaten te eten; de verrassing was compleet. De Fransen werden uiteengedreven door de aanstormende Engelse cavalerie en door de pijlenregen vanaf de heuvel. Hoewel de ontsnapte Fransen zich op een vlak grasland wisten te hergroeperen, vormden ze daar juist een ideaal doelwit voor de Engelse boogschutters. Het gevecht in het Franse kampement duurde lang en enige tijd leken de Fransen in staat om de vijand terug te dringen en zodoende de aftocht te dekken. Op dit moment kwam echter Frank Halle, de Engelse bevelhebber van de burcht van Auberoche, in actie. Hij liet zijn garnizoen een uitval doen. Toen het Franse leger zo ook nog in de rug werd aangevallen, verviel het in wanorde. De Fransen vluchtten van het slagveld, achternagezeten door de Engelse cavalerie.

## De nasleep
Het gedeelte van het Franse leger dat de noordelijke zijde van de burcht van Auberoche moest bewaken, was ongedeerd gebleven. Deze troepen hadden niet ingegrepen terwijl de strijd woedde en evenmin terwijl het Engelse garnizoen de burcht verliet. Halsoverkop verlieten ze het gebied, grote voorraden voedingsmiddelen, wapentuig en buit achterlatend voor de Engelsen. De Franse bevelhebber Lodewijk van Poitiers stierf aan zijn verwondingen in het Engelse kamp en zijn onderofficier Bertrand de l'Isle werd krijgsgevangen gemaakt. Ook andere Franse edelen vielen levend in handen van de Engelsen. De krijgsgevangenen brachten de Engelsen een fortuin op; degene die het meest profiteerde was Van Grosmont, die naar verluidt £67.000 aan losgeld opstreek.
De slag had enkele belangrijke langetermijngevolgen. Een geplande veldtocht vanuit Normandië naar Engels grondgebied werd afgeblazen; gedurende zes maanden vonden er geen Franse aanvallen plaats in de Gascogne. De communicatie tussen het noorden van Frankrijk en de bevelhebber Peter I van Bourbon, die zich in zuidelijk Frankrijk bevond, werd verstoord. Hoewel de Engelsen in feite maar over weinig troepen konden beschikken, slaagden ze er toch in hun greep op de regio te versterken. Van Grosmont benutte de zwakte van de Fransen om een aantal belangrijke plaatsen in te nemen, zoals Montségur. Ook belegerde hij La Réole en Aiguillon. Het moreel van de Engelse troepen was hoog. De regio leverde nieuwe rekruten en belastinggelden op. Bovendien koos de lokale adel de kant van de Engelsen. Het was het begin van een tijd van Engelse heerschappij over de regio die honderd jaar zou duren.